# Tellement vrai
Tellement vrai est un magazine diffusé sur NRJ 12.
Ce magazine propose de suivre à travers un sujet général (« Ils ont réalisé leur rêve », « La vie après la télé-réalité », « Pensionnat la nouvelle école »…) quatre reportages en parallèle.

## Les différentes versions
Il existe plusieurs versions de l'émission.
- Tellement vrai : magazine hebdomadaire diffusé en prime-time tous les jeudis soir.
- Tellement vrai - La quotidienne : magazine journalier de 20 minutes, il est axé sur un seul reportage.
- Tellement vrai - Les grandes histoires : best-of des reportages de l'émission.

## Diffusion
- de 2008 à juin 2015 : l'émission était diffusée tous les jeudis soir en prime time.

L'émission s'arrête de juin 2015 à janvier 2018 : seules des rediffusions sont diffusées pendant cette période :
- Parfois dans le cadre des « programmes de la nuit », sur NRJ 12 et Chérie 25
- Du lundi au vendredi de 13 h 35 à (environ) 16 h 15 (jusqu'à septembre 2018), avec une émission complète + La Quotidienne, qui ne diffuse qu'un seul document,
- Auparavant le samedi après-midi.

L'émission revient sur NRJ12 dès le jeudi 18 janvier 2018 en prime time, désormais animée par Ellen Batelaan jusqu'en mars 2018 avant de revenir en juillet 2019 le dimanche soir en inédit sans animateur.

## Audience
Le 18 septembre 2008, pour la première, l'émission a rassemblé 502 000 téléspectateurs avec une part de marché de 3,2 %. En septembre 2010, l'émission rassemble 102 000 téléspectateurs avec une part de marché de 0,2 %, ceci est la plus faible audience de l'émission. Le jeudi 20 janvier 2011, l'émission battit son record historique avec 1 221 000 téléspectateurs et une part de marché de 6,9 %.
Pour son retour le jeudi 18 janvier 2018, l'émission réunit 342 000 Français en moyenne, soit 1.5% de part d’audience auprès de l’ensemble du public âgé de 4 ans et plus. 

## Musiques et chansons d'agrémentions
- The Trashmen : Surfin'Bird
- Air : Playground love
- Radiohead : Pyramid song
- Craig Armstrong : bande originale du film Love Actually
- Devotchka : How it ends
- Jon Brion : Theme
- The Fray : How to save a life
- Band of Horses : The funeral
- Cat Power : The greatest
- Micky Green : Oh !
- The Cinematic Orchestra : To build a home
- XX : Intro
- Brooke Fraser : Something in the water
- Hans Zimmer : bande originale du film Inception
- Elephanz : Stereo
- Marlon Roudette : New Age
- Sia : Breathe Me

## Critiques du bidonnage des «reportages»
Les médias réalisent des enquêtes et critiquent le montage sensationnaliste. La production invente des dialogues et réalise des scénarios. Certaines émissions sont truquées par les candidats comme par exemple Dorian Rossini qui inventa une fausse identité.  
L'émission a eu recours à de vrais acteurs (des actrices pornographiques pour un reportage sur le naturisme par exemple).  
La chaîne Youtube Pascal et JM a sortie une vidéo réaction le 8 Avril 2024 dans laquelle ils réagissent à l'épisode intitulé "Ma beauté est intérieure" de l'émission en compagnie de Jérôme le protagoniste de l'émission. Lors de cette vidéo réaction Jérôme révèle toutes les supercheries de l'émission. 